# 小鳥遊エリ
小鳥遊 エリ（たかなし えり）は、日本の女優、声優、ナレーター。東北復興支援キャラクター東北ずん子版権元会社による公式コスプレイヤーの一人。
はじまる前から伝説系デュオFAHRENHEITの32°Ｆ(氷点)、アルティメットロイヤルブルー担当。ケミカルポップユニットSIGϟiCAL及び、退廃的文系ユニット午前3時のディアレクティークメンバー。
日本の伝統色を擬人化した姿で活動するエンターテインメント集団、織彩色舞では青鈍色のキャラクター「青鈍琴凛」を担当している。港区生まれ横浜育ち。愛称は「ことりちゃん」「魔王さま」など。

## 来歴
2018年12月12日からショールームの配信をスタート。
ファンクラブ名は「秘密結社(ㆁөㆁ)青い鳥」と名付けられる。
ファンは秘密結社(ㆁөㆁ)青い鳥という架空の団体に所属しており、秘密結社総帥・第六天魔王たる小鳥遊エリにお布施という名のギフティングをするという設定。
なお、青い鳥は織彩色舞での設定に由来する。
2019年12月10日、神田MIFAにて開催されたライブイベント「ゆにっつ♪」にて、ERI TAKANASHI名義でケミカルポップユニット「SIGϟiCAL（シグニカル）」を始動する。担当色は「アルティメット・ロイヤル・ブルー」。また、同イベントで両手を用いた「SIGϟiCALポーズ」を即興で考案する。
2021年7月1日、Twitterにて退廃的文系ユニット「午前3時のディアレクティーク」の結成を発表する。
2024年2月1日、Xにて「FAHRENHEIT」の結成を発表。。

## 人物
- 趣味は、旅行、音楽・美術・観劇鑑賞、美味しいご飯を食べること[3]。
- 御朱印や古美術品の収集、襖絵、香炉、刀剣、金工なども好む[4]。
- 音楽家としてはモーツァルト、絵画としてボッティチェリやベラスケスなどルネッサンス期の作品が好み。日本画では長谷川等伯[5]。歌人では在原業平を好んでおり、本人曰く「ストーカーの域」。
- 着物の着付け、音楽全般、朝鮮語、動物の鳴き真似を特技とする[6]。
- 「FAHRENHEIT」では、「SIGϟiCAL（シグニカル）」のイメージをそのまま踏襲し、「港区生まれ、横浜育ちのインテリジェンス・エレガント♡ヤンキー」として活動している。クラシック、ヴィジュアル系からHIP-HOPに至るまで多彩な音楽を好む嗜好を活かしたヴォーカル、MCを担当。

## 出演

### 映画
- 乱暴者の世界（リリー）
- ユダ -Judas-（キャバ嬢）

### テレビ
- 中居正広の金曜日のスマたちへ
- DIAMOND TV～コスプレイヤーとものづくり（青鈍琴凛）

### ラジオ
- 午前3時のディアレクティークの『午後3時だってディアレクティーク』[7]（2021年9月25日－2023年1月28日、市川うららFM）－メインパーソナリティー
- 午前3時のディアレクティークの『ヨコハマ★カレイドスコープ』[8]（2021年10月22日－2023年3月24日、マリンFM）－メインパーソナリティー
- SIGϟiCALの『 ただいま電波⚡︎⚡︎⚡︎をジャック中 』（2023年2月4日－2024年1月27日、市川うららFM）－メインパーソナリティー
- 小鳥遊エリと眞崎真弥の 『4th FRIDAY PARTY』（2023年4月28日－2024年3月22日、マリンFM）－メインパーソナリティー
- FAHRENHEITの『 はじまる前から伝説ラジオ 』（2024年2月3日－、市川うららFM）－メインパーソナリティー
- 江里夏のえりラジ（2021年12月12日、市川うららFM）－ゲスト出演

- 三橋加奈子の『Saturday Bell』（2021年12月18日、市川うららFM）－ゲスト出演
- 大文字全角Pの『てぇてぇ亭』（2022年1月8日、市川うららFM）－ゲスト出演
- 楽しんごの『しんごに言ってもしょうがないけど』（2022年10月日、市川うららFM）－ゲスト出演

### 広告
- ロッテ Fit’s
- ABCマート NUOVO
- SONYモバイル
- でらなんなん秋葉原店(秋葉原UDX内MENGEKIビジョン)

### イメージガール・アンバサダー
- 串揚げじゅらく神田須田町店 初代看板娘
- グッドスパイラルグループ公式アンバサダー
- !SHIMANTOオフィシャルサポーター
- はり灸イーゲル 公式イメージガール
- 秋葉原あるけみすと7代目イメージガール
- KANAN JEWELRY Japan 925公式アンバサダー
- 栗の屋本家イメージガール
- らーめん影武者イメージガール

### ウェブ
- あっ!とおどろく放送局Scene 〜絶対女優宣言 原紗央莉〜 Scene2「戦う!O☆TO☆ME」（エリー）
- ニコニコ生放送【キャラぺろ】
- AKIHABARAチャンネル『となコスinTFT 生配信／3日目』
- 天野家ちゃんねる

### アニメ
- 兜むすめ（前田利家、石田三成、佐々成政）
- きっと明日は好きになる（保志優香）

### 外画吹き替え
- サミーと海の仲間たち（カメの赤ちゃん♀）

### ゲーム
- スマホアプリ『〜天空のエデン〜トモダチクエスト』(火神カグツチ)
- スマホアプリ『対戦！こおり鬼』ボイス付きアバター(小鳥遊エリ)
- スマホアプリ『WAR of Zodiac』(リリアノ・ウィパーレ)

### ボイスドラマ
- ブタメン（カップルの客女）

### MC・ナレーション
- KOSEコスメポート『クリアプロ』ドラッグストア店頭用CMナレーション
- 入眠サポートアプリ『眠れない夜に』ものがたり編(注文の多い料理店)
- スマホアプリ『SimpleBGM』ラジオCM
- 深夜の肉バル『肉まみれの夜ふかし飯』ラジオCM
- 黒澤ゆりかCDデビュー発表会MC
- 黒澤ゆりかCDデビューイベントMC
- 企業VP各種

### 舞台
- 朗読劇『夏の彼女』(ミナ)
- ミュージカル『 GO,JET!GO!GO!vol.1~I  Love Youが言えなくて~ 』(あかね)

### 舞台演出
- 東京シャルラタン
- ミュージカル『 GO,JET!GO!GO!vol.1~I  Love Youが言えなくて~ 』C班

### ライブ・イベント
- 行徳ハロウィン
- 織彩色舞プロデュース公演
- 池袋西口公園オクトーバーフェスト
- All or Nothing 大和結依生誕祭ライブ
- プラザフェスティバル
- 第43回エトワールバレエシアター定期公演
- YOTSUYA無料アイドルライブ
- アキコスVol.22
- Neo:LIVEぱーてぃー
- アキコスVol.23
- YOTSUYA無料アイドルライブ
- 東北ずん子 with 京町セイカ冬の宴in東急ハンズ新宿店
- 東北ずん子フェア@東急ハンズ渋谷店
- アキコスVol.25
- ゆにっつ♪
- ２次元アイドルフェスティバル
- 夜弓神楽狐之灯矢降臨祭2019
- 東北ずん子フェアin東急ハンズ新宿店
- 東京ゲームショウ2019 Cosplay Collection Night
- 京都国際マンガ・アニメフェア2019 古都コス
- パッショーネ大戦
- ゆにっつ♪@神田MIFA
- 池袋RUIDO K3★新春無銭LIVE
- 和の輪@日本橋公会堂
- 織彩色舞インスタライブ 黎明和燦
- 織彩色舞YouTubeライブ 超娯花興
- 織彩色舞YouTubeライブ 新縁漫遊
- 京都国際マンガ・アニメフェア2021 古都コス
- ERI TAKANASHI BIRTHDAY PARTY 2022~午前3時のSIG⚡︎iCALスペシャル~
- 東京シャルラタン（支配人）

### ディスコグラフィー
ミニアルバム
- カラクリ遊び（青鈍琴凛／織彩色舞）

配信
- SIGϟiCAL PARTY（SIGϟiCAL）
- 色ハ彩リテ恋ト舞フ（青鈍琴凛／織彩色舞）

DVD
- アニメ『きっと明日は好きになる』(保志優香)
- 朗読劇『夏の彼女』(ミナ)